# Hysham
Hysham és una població dels Estats Units a l'estat de Montana. Segons el cens del 2000 tenia 330 habitants.

## Demografia
Segons el cens del 2000, Hysham tenia 330 habitants, 150 habitatges, i 91 famílies. La densitat de població era de 606,7 habitants per km².
Dels 150 habitatges en un 24% hi vivien nens de menys de 18 anys, en un 52% hi vivien parelles casades, en un 5,3% dones solteres, i en un 38,7% no eren unitats familiars. En el 37,3% dels habitatges hi vivien persones soles el 21,3% de les quals corresponia a persones de 65 anys o més que vivien soles. El nombre mitjà de persones vivint en cada habitatge era de 2,2 i el nombre mitjà de persones que vivien en cada família era de 2,83.
Per edats la població es repartia de la següent manera: un 25,5% tenia menys de 18 anys, un 4,5% entre 18 i 24, un 18,2% entre 25 i 44, un 31,2% de 45 a 60 i un 20,6% 65 anys o més.
L'edat mediana era de 46 anys. Per cada 100 dones de 18 o més anys hi havia 90,7 homes.
La renda mediana per habitatge era de 30.179 $ i la renda mediana per família de 39.063 $. Els homes tenien una renda mediana de 31.250 $ mentre que les dones 18.750 $. La renda per capita de la població era de 15.743 $. Aproximadament el 5,8% de les famílies i el 13,4% de la població estaven per davall del llindar de pobresa.

## Poblacions més properes
El següent diagrama mostra les poblacions més properes.